# 綠町 (臺北市)
綠町為臺灣日治時期臺北市之行政區，共分一～五丁目，該町位於艋舺龍山寺附近的下崁地區，日治時期為蓮花池填平之綠地得名。戰後劃入雙園區，今屬臺北市萬華區糖部里，位於大理街、環河南路二段一帶。

## 町內設施
- 綠町市場（一丁目）
- 萬華戲園（一丁目）
- 台灣製糖台北製糖所（五丁目）